# آبار أم رضمة
أم رضمة جنوب غرب المنطقة المحايدة بين السعودية والعراق، وهي مركز تاريخي يتبع إدارياً محافظة رفحاء التابع لمنطقة الحدود الشمالية ورئيس المركز هو بندر بن عبار الحسيني.

## الموقع التقريبي لآبار أم رضمة
تقع آبار أم رضمة على هذا النحو التقريبي:
- 30 كيلومتر : جنوب غرب / شعيب المسعري
- 150 كيلومتر : جنوب غرب / محافظة رفحاء
- 25 كيلومتر : جنوب / شعبة نصاب
- 95 كيلومتر : شرق / آبار لينة
- 135 كيلومتر : شمال غرب / حفر الباطن

## معركة أم رضمة
هي معركة قامت يوم الأربعاء 7 ربيع الثاني 1348هـ الموافق 11 سبتمبر 1929م، وكانت بين مملكة الحجاز ونجد وملحقاتها بقيادة عبد العزيز بن مساعد بن جلوي وبين الإخوان بقيادة عبد العزيز بن فيصل الدويش، وانتهت بانتصار كاسح لمملكة الحجاز ونجد وملحقاتها.

## وصلات خارجية
- موقع آبار أم رضمة، wikimapia